# Jordy Wehrmann
Jordy Wehrmann (geboren am 25. März 1999 in Den Haag) ist ein niederländischer Fußballspieler. Der zentrale Mittelfeldspieler wurde bei Feyenoord Rotterdam ausgebildet.

## Karriere

### Verein
Jordy Wehrmann wurde in Den Haag geboren und trat als Kind dem VV SVH im Süden der Residenzstadt bei, bevor er 2006 in die Fußballschule des Spitzenklubs Feyenoord Rotterdam aus der 40 Kilometer von Den Haag entfernten Hafenstadt Rotterdam gewechselt war. Für die A-Jugend (U19) absolvierte er 40 Spiele (3 Tore). Am 14. März 2017 absolvierte Wehrmann beim 3:2-Auswärtssieg in der Beloften Eredivisie gegen NAC Breda sein erstes Spiel für die Reservemannschaft von Feyenoord Rotterdam. Bereits 2015 erhielt er einen Profivertrag, der am 17. Dezember 2018 bis 2020 verlängert wurde. Im August 2019 wurde Jordy Wehrmann, dessen Vertrag in der Zwischenzeit bis 2021 verlängert wurde, an den Zweitligisten FC Dordrecht aus dem 24 Kilometer entfernten Dordrecht verliehen. Sein erstes Spiel im Erwachsenenbereich absolvierte er am 13. September 2019 beim 1:1-Unentschieden im Auswärtsspiel gegen den FC Volendam, sein erstes Tor erzielte Wehrmann am 18. Oktober 2019, als er im Heimspiel gegen Helmond Sport das Tor zum 1:2-Endstand erzielte.  Neben diesem einen Tor gab er in 22 Partien noch 3 Vorlagen, der FC Dordrecht beendete die Saison als Vorletzter, doch aufgrund eines Saisonabbruchs, die der Corona-Krise geschuldet ist, blieben die Dordrechter in der Liga. Nach seiner Rückkehr zu Feyenoord Rotterdam debütierte Jordy Wehrmann am 25. Oktober 2020 in der Eredivisie, als er beim 2:2 im Auswärtsspiel gegen RKC Waalwijk in der 81. Minute für Orkun Kökçü eingewechselt wurde. Kurz vor Ende des Wintertransferfensters wurde er in die Schweiz in die Super League an den FC Luzern verliehen. Im Mai 2021 gewann er mit dem FCL den Schweizer Cup. Im Sommer 2021 wurde die Kaufoption gezogen und er wurde fest verpflichtet. Wehrmann unterschrieb einen Vertrag bis 2024.

### Nationalmannschaft
Für die niederländische U16-Nationalmannschaft spielte Jordy Wehrmann von 2014 bis 2015 in 4 Partien (ohne Torerfolg). In der Folgezeit spielte er von 2015 bis 2016 für die U17-Auswahl und nahm mit ihr an der U17-Europameisterschaft 2016 in Aserbaidschan teil, wo die Niederlande das Halbfinale erreichte (0:2 gegen Portugal). In diesem Turnier kam Wehrmann zu fünf Einsätzen. Insgesamt absolvierte er für die U17-Nationalmannschaft 14 Partien. Von 2017 bis 2018 kam der gebürtige Den Haager zu 3 Spielen für die niederländische U19-Nationalmannschaft. Danach kam Jordy Wehrmann von 2018 bis 2019 für die niederländische U20 zum Einsatz und absolvierte neun Partien.

## Titel und Erfolge

### FC Luzern
- Schweizer Cup: 2020/21